# Tom Clancy’s The Division 2
Tom Clancy’s The Division 2 – strzelanka trzecioosobowa stworzona przez studio Ubisoft Massive i wydana przez Ubisoft na platformy Microsoft Windows, PlayStation 4 i Xbox One. Premiera odbyła się 15 marca 2019. Jest to kontynuacja gry Tom Clancy’s The Division z 2016 roku. Akcja osadzona jest w Waszyngtonie, ogarniętym chaosem po zdziesiątkowaniu ludzkości przez wirusa czarnej ospy. Gracz wciela się w agenta tytułowej grupy „The Division”, który musi zaprowadzić porządek w mieście. 7 lipca 2022 roku zapowiedziano wydanie kolejnej części cyklu, zatytułowanej Tom Clancy’s The Division Resurgence.

## Rozgrywka
Akcja ukazana jest z perspektywy trzeciej osoby. Do dyspozycji gracza został oddany rozległy otwarty świat obejmujący prawie cały Waszyngton, można w nim znaleźć charakterystyczne miejsca takie jak Biały Dom, czy Kapitol. Za wykonywanie zadań gracz dostaje punkty doświadczenia, dzięki którym po uzbieraniu odpowiedniej ich liczby może awansować na następny poziom. Swoje możliwości można zwiększyć zbierając coraz to lepszy ekwipunek wypadający z pokonanych przeciwników.